# سکیم ۱۴۱۴۵
سیارک ۱۴۱۴۵ (به انگلیسی: 14145 Sciam، نامگذاری:1998SE24) چهارده هزار و صد و چهل و پنجمین سیارک کشف شده‌است که در ۱۷ سپتامبر ۱۹۹۸ کشف شد.
قدر مطلق سیارک برابر ۱۳٫۵ است.